# THW-Gesetz
Das THW-Gesetz (THWG) ist 1990 als THW-Helferrechtsgesetz in Kraft getreten und bildet die rechtliche Grundlage für die Bundesanstalt Technisches Hilfswerk (THW). Bis zu diesem Zeitpunkt bildete der Errichtungserlass des Bundesinnenministers vom 25. August 1953 sowie das Helferstatut vom 1. Oktober 1973 ebendiese Grundlage. Eine Neuregelung wurde notwendig, da mehrere Gerichte und der Bundesrechnungshof erhebliche Zweifel an der Verfassungskonformität dieser Regelung hatten.

## Der gesetzliche Auftrag
Im Einzelnen wird der gesetzliche Auftrag des THWs, das Rechtsverhältnis der ehrenamtlichen Helfer und die Kosten für Einsätze geregelt. Der gesetzliche Auftrag ist im § 1 festgelegt. Die §§ 2 bis 6 regeln das Helferrecht, im Einzelnen Begründung des Helferverhältnisses, Rechte und Pflichten, Ahndung von Dienstverstößen, soziale Sicherung sowie die Mitwirkung. Ergänzt wird das Helferrecht durch die THW-Mitwirkungsverordnung, welche das Bundesinnenministerium auf Grundlage von § 4 erlassen hat. § 6 beinhaltet die Kostenregelung, wobei zwischen Maßnahmen der Amtshilfe sowie sonstigen unterschieden wird. Näheres dazu regelt die THW-Abrechnungsverordnung, welche auf Grundlage von § 6 Abs. 3 ebenfalls durch das Bundesinnenministerium erlassen worden ist.